# Boccaccio Boccaccino

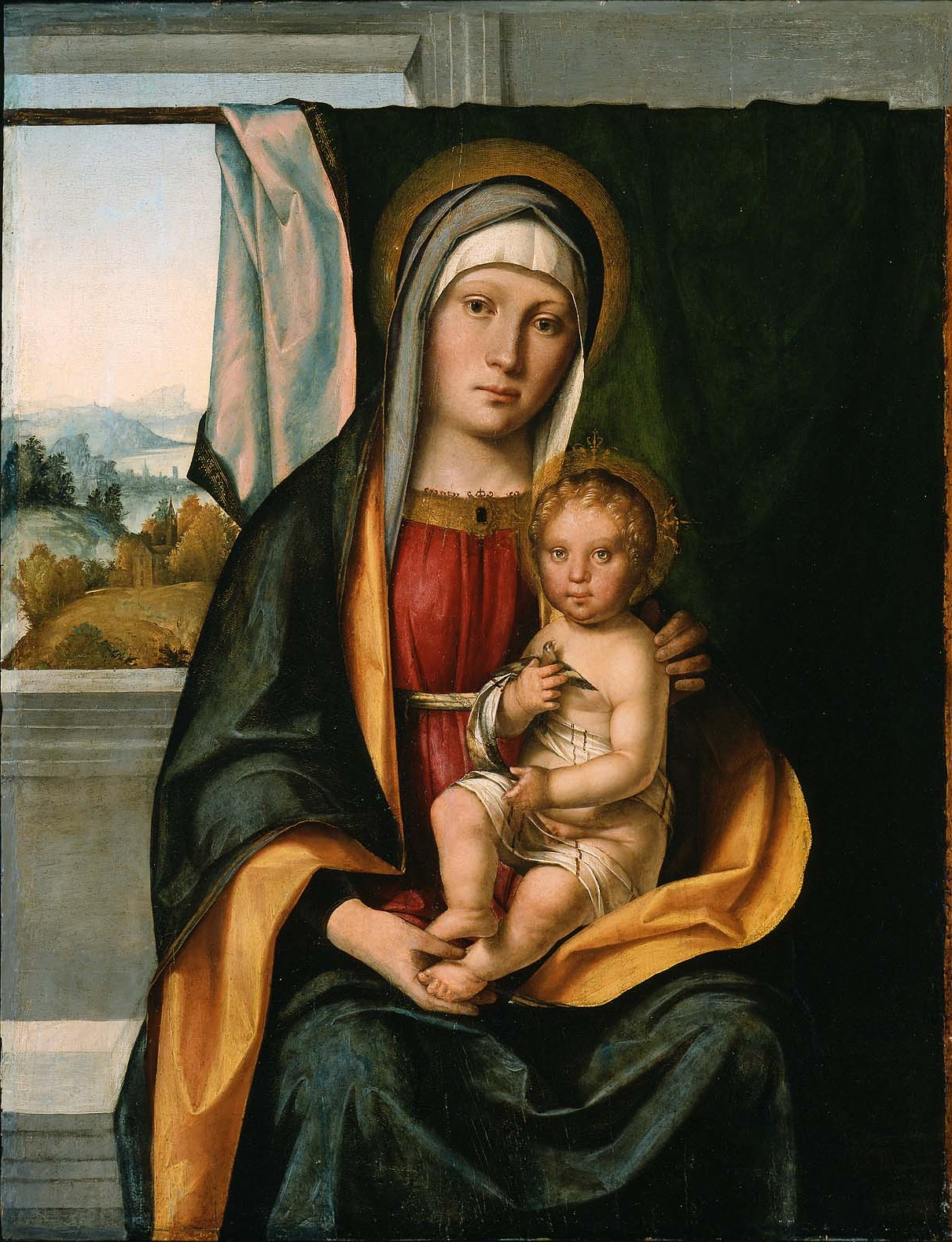
Boccaccio Boccaccino, Mare de Déu (Boston, Museum of Fine Arts)

Boccaccio Boccaccino (Ferrara, 1468 — Cremona, 1525) va ser un pintor italià del Renaixement.
Va nàixer a Ferrara i probablement va estudiar-hi sota el mestratge de Domenico Panetti. Es coneix molt poc de la seua vida. Les seues primeres obres documentades (un retaule per als agustins de Gènova, 1493; els frescos de Sant'Agostino a Cremona, 1497 i de la Catedral de Ferrara, 1503) s'han perdut.
Durant els primers anys del segle xvi va treballar a Venècia, on es troba documentada la seua presència l'any 1506 i on va poder conèixer l'obra de Giorgione. Durant els anys immediatament posteriors destaquen els seus primers treballs al fresc, fets per a la Catedral de Cremona (Crist en glòria a l'absis i Anunciació, 1506-1507). Posteriorment degué traslladar-se a Roma, on les fonts esmenten un retaule seu a Santa Maria in Traspontina. Entre 1523 i 1524 va tornar a Cremona, on va decorar al fresc la nau de la Catedral amb escenes de la vida de la Mare Déu, unànimement considerades entre les seues màximes obres mestres.
Boccaccio Boccaccino va ser el pare de Camillo Boccaccino, també pintor de gran qualitat.
Giorgio Vasari va incloure la seua biografia al seu famós llibre de biografies Le Vite de' più eccellenti pittori, scultori, e architettori.